# Ozereanî, Luțk
Ozereanî (în ucraineană Озеряни) este un sat în comuna Bakivți din raionul Luțk, regiunea Volînia, Ucraina.

## Demografie
Componența lingvistică a localității Ozereanî
     Ucraineană (98,6%)
     Rusă (1,05%)
     Alte limbi (0,35%)
Conform recensământului din 2001, majoritatea populației localității Ozereanî era vorbitoare de ucraineană (98,6%), existând în minoritate și vorbitori de rusă (1,05%).